# Енисейско възвишение
Енисейското възвишение (на руски: Енисейский кряж) е възвишение в Източен Сибир, в Красноярски край на Русия, представляващо приповдигнатата югозападна част на Средносибирското плато. Простира се от юг-югоизток на север-северозапад, покрай десния бряг на река Енисей на протежение около 700 km между реките Кан на юг и Подкаменна Тунгуска на север, десни притоци на Енисей. Най-долните течения на реките Ангара и Голям Пит (десни притоци на Енисей) го проломяват на две места, като образуват прагове и бързеи и го разделят на три обособени части: северна, средна и южна. Северната му част е най-обширна и най-висока – средна височина 800 – 900 m, максимална връх Енашимски Полкан 1125 m (59°49′28″ с. ш. 92°51′12″ и. д. / 59.824444° с. ш. 92.853333° и. д.), разположен на 60 km южно от сгт Североенисейск. Изградено е от гнайси, кристалинни шисти и варовици, пронизани от интрузивни гранити, с които са свързани големите находища на злато, желязна руда, боксити, магнезит, талк и др. Билото и върховете му са заоблени, а склоновете му са силно разчленени от гъста речна мрежа с широки заблатени долини. От него водят началото си множество къси и бурни реки десни притоци на Енисей и притоци на Ангара, Голям Пит и Подкаменна Тунгуска с притокът ѝ Велмо. Склоновете му са обрасли с тъмна иглолистна тайга, а най-високите части са обезлесени, заети от ниски храсти (ерник) или каменисти участъци.